# Athir-ad-Din al-Abharí
Athir-ad-Din Mufàddal ibn Úmar al-Abharí o, més senzillament, Athir-ad-Din al-Abharí (àrab: أثير الدين الأبهري, Aṯīr ad-Dīn al-Abharī) (potser a Mossul, vers 1200 - Shabestar, Pèrsia, vers 1264) va ser un filòsof, astrònom/astròleg i matemàtic persa. A més de la influència dels seus escrits, va tenir deixebles famosos.
D'entre els seus treballs coneguts, es poden destacar:
- Kitāb al-Hidāyah que és un llibre de filosofia que conté seccions de lògica, de filosofia natural i de metafísica.
- Isāghūjī fi al-Manṭiq que és un tractat de lògica.
- Cinc treballs d'astronomia.
- Va contribuir també de manera notable a la geometria teòrica.

Els seus treballs van ser traduïts a l'hebreu i al llatí, i la seva influència és evident als tractats europeus de la fi de l'edat mitjana i del Renaixement.